# Картавий Петро Васильович
Петро Васильович Картавий (19 листопада 1946 року, село Полошки Глухівського р-ну на Сумщині) — організатор концертів, клубу і фестивалів авторської пісні (АП) в місті Суми, письменник, упорядник Літопису авторської пісні — об'єднувач бардів України.

## Біографія
Народився Петро Васильович в селі Полошки Глухівського району на Сумщині.
З 1960 по 1962 рік виховувався у Юнаківському дитбудинку (Сумський р-н).
У 1962–72 роках проживав і навчався у Криму. Інженер, 1971 року закінчив Севастопольський приладобудівний інститут, де із 1965 року відвідував концерти авторської пісні (АП). Працював у Севастополі, Білій Церкві та Києві, а з 1976 року живе в Сумах (із 2007 року — пенсіонер).
У квітні 1977 року започаткував у Сумах традицію проведення концертів бардів. Зустрічався із засновниками жанру АП Б. Окуджавою та В. Висоцьким. 11 березня 1978 року разом з Анною Кожевниковою провів вечір творчості Булата Окуджави.
Інструктор з туризму, був головою обласної федерації туризму.
Заснував у Сумах клуб книголюбів «Ікар» (1977 рік) та клуб авторської пісні (КАП) «Булат» [Архівовано 10 березня 2018 у Wayback Machine.] (1988 рік), фестивалі АП «Булат» (1989 рік) та «Українська Хвиля» (2001 рік).
2008 року провів Північний відбірковий тур до фестивалю «Срібна підкова». Координатор 3-х  Всеукраїнських фестивалів АП (1993, 1996, 1999 роки).
Як член журі співпрацював з організаторами фестивалів у Житомирі, Івано-Франківську, Кривому Розі, Сколе, Сумах (фестиваль училищ профтехосвіти). Ділиться накопиченим досвідом, підтримуючи авторів-виконавців.
На громадських засадах  із 1998 року видає літопис АП України, де опублікував десятки статей з проблем авторської пісні.

## Творчість
Брошури самвидаву (поширювалися у клубах авторської пісні):
- «Авторська пісня — як явище культури» [Архівовано 28 червня 2017 у Wayback Machine.] (Суми — 1998);
- «Авторська пісня в Україні» (адресна книга) (Суми-Вінниця — 1998);
- «Про співану поезію. Захалявна книжка барда» (Суми — 2001);
- «Співана поезія як художнє віддзеркалення Всесвіту» (Суми — 2002)

Книги і брошури видавництва «МакДен» (Суми) (розіслані в центральні, обласні, міські бібліотеки)
- «Сучасна українська авторська пісня» [Архівовано 28 червня 2017 у Wayback Machine.] (2009);
- «Світ осиротілих дітей: крізь біль і міфи — до справжності» [Архівовано 28 червня 2017 у Wayback Machine.] (2011);
- «Із досвіду створення середовища шанувальників авторської пісні» [Архівовано 28 червня 2017 у Wayback Machine.] (2013);
- «Віра особи — чуття таїни знань неба і роду» [Архівовано 28 червня 2017 у Wayback Machine.] (2014);
- «Гени добра і честь близьких предків» [Архівовано 28 червня 2017 у Wayback Machine.] (2016)

Літопис авторської пісні України (до січня 2014 року — бюлетень)
З метою підтримки та об'єднання бардів у листопаді 1998 року П. В. Картавий, як упорядник почав видавати інформаційний бюлетень авторської пісні (АП) України. Барди були роз'єднаними, тому упорядник діяв самотужки. Охочих виконувати таку роботу не було, але дехто дивувався, чому саме в невеликих Сумах базуватиметься всеукраїнське видання. На той час П. В. Картавий мав досвід проведення концертів, фестивалів, організації роботи сумського клубу авторської пісні «Булат» та координації двох всеукраїнських фестивалів, а із літературного доробку було написано дві брошури.
Упорядник розіслав листи у клуби та окремим бардам України, щоб присилали повідомлення про пісенні події у їхньому місті. Надійшли листи із Чернігова, Києва, Сум, Черкас, Ужгорода, Івано-Франківська, Полтави. Формат літопису — 10 сторінок формату А4.
На початку літопису (бюлетеня) упорядник звернувся:
|  | Дорогий читачу, Ви тримаєте перше число інформаційного бюлетеня, покликаного об’єднати бардів України у духовну спільноту, яку створює середовище авторської пісні. Це перша спроба в Україні звести разом представників усіх областей на сторінках одного видання. Робіть копії та поширюйте бюлетень серед друзів та знайомих. Чекаю від Вас нових повідомлень про події в авторській пісні, від вашої активності залежить майбутнє інформаційного бюлетеня. |

Самодіяльне, культурологічне видання існує без спонсорів, а організаційну роботу П. В. Картавий виконує на благодійних засадах.
На 16 березня 2018 року випущено 497 літописів. По понеділках літопис розсилається через Інтернет-центр Сумської обласної універсальної наукової бібліотеки 600 читачам 100 міст і сіл України та 8 держав світу.
Типові рубрики: «Роздуми про авторську пісню», «Скарби поезії», «Ювілеї», «Розповіді про бардів», «Дискусійний клуб», «Презентації», «Поетичні голоси молодих», «Поетичне знайомство», «Пам'ять», «ЗМІ про митців»;
Спеціальні рубрики: «Із радіопередач В.Шинкарука», «Пісенно-поетичний Харків», «Пам'ять про знищених поетів-неокласиків», «Про чилійського співака В.Хару…», «Пам'яті загиблої журналістки», «Бард, що став рок-зіркою», «Звіт про концерт дуету „Пліч-о-пліч“», "Пісні учасників всеукраїнського зльоту бардів (Харківщина-1987) ", «ЗМІ про мистецькі родини» та ін.
Спеціальні випуски літопису:
- Пам'яті Тризубого Стаса (№ 2 (77) за 2007 рік);
- Два випуски до 60-річчя Володимира Івасюка (№ 2 (116) та № 16 (130), обидва за 2009 рік);
- Поетичний випуск бюлетеня (№ 8 (234) за 2013 рік);
- До 15-річчя заснування бюлетеня (№ 40 (266) за 2013 рік);
- Пам'яті Володимира Шинкарука, барда, письменника, викладача, науковця, громадського діяча (№ 50 (323) за 2014 рік);
- До 18-річчя літопису і ювілею упорядника (№ 47 (425) за 2016 рік).

Із січня 2008 року працює сайт літопису.